# 열정과 기질
열정과 기질(Creating Minds)은 미국의 심리학자 하워드 가드너가 1993년에 저술한 책이다. 이 책에서 하워드 가드너는 아인슈타인, 피카소, 간디 등 근현대사에서 창조적 성과를 이룬 일곱명의 삶을  분석하였고, 창조성의 10년 법칙, 파우스트적 거래와 같은 공통요소를 찾고자했다.

## 창조성 10년 법칙
하워드 가드너는 위인들이 창조적 성과를 이루기 위해서는 10년 간의 준비 기간이 필요하며 10년 단위로 창조적이 도약은 반복된다고 주장하였다. 예를 들어 아인슈타인은 빛에 관한 사고 실험에 몰두 한지 10년이 지나서 특수상대성이론을 내놓았고, 다시 10년이 지난 36세에 일반상대성이론을 발표하였다.  말콤 글레드웰은 아웃라이어에서 1만 시간의 법칙을 소개할 때 핵심적인 근거로 하워드 가드너를 인용하였다.

## 파우스트적 거래
위인들은 모든 것을 희생해서라도, 특히 원만한 삶을 포기하면서까지 성취를 이루고자하였다. 금욕적인 삶을 고집한(프로이트, 엘리엇, 간디) 경우도 있고, 다른 사람들과의 관계를 끊는 이들도(아인슈타인, 마사 그레이엄) 있다. 이들 중 상당수가 가족들과의 관계가 좋지 않았다. 가드너는 거장들의 성취 이면에 있는 이러한 희생을 파우스트적 거래로 표현하였다.